# Bリーグチアリーディングチーム一覧
Bリーグチアリーディングチーム一覧は、2025年7月1日現在の日本プロバスケットボール・B.LEAGUE及びB3.LEAGUE各球団のチアリーディングチームの一覧である。

## B1リーグ

### 東地区
- レバンガ北海道
  - パシスタスピリッツ[1]
- 仙台89ERS
  - 89ERSチアーズ
- 秋田ノーザンハピネッツ
  - ハピネッツチアダンスチーム
- 茨城ロボッツ
  - RDT
- 宇都宮ブレックス
  - BREXY[2]
- 群馬クレインサンダーズ
  - サンダーガールズ
- 越谷アルファーズ
  - アルファヴィーナス
- アルティーリ千葉
  - Aills(エイルス)[3]
- 千葉ジェッツふなばし
  - STAR JETS[4]
- アルバルク東京
  - アルバルクチアリーダー
- サンロッカーズ渋谷
  - サンロッカーガールズ
- 川崎ブレイブサンダース
  - IRIS(アイリス)
- 横浜ビー・コルセアーズ
  - B-ROSE

### 西地区
- 富山グラウジーズ
  - G.O.W
- 三遠ネオフェニックス
  - Fire Girls（ファイヤーガールズ）
- シーホース三河
  - Super Girls
- ファイティングイーグルス名古屋
  - FE girls
- 名古屋ダイヤモンドドルフィンズ
  - ダイヤモンド・ルージュ
- 滋賀レイクスターズ
  - レイクスチアリーダーズ
- 京都ハンナリーズ
  - はんなりん
- 大阪エヴェッサ
  - bt
- 島根スサノオマジック
  - アクア☆マジック
- 広島ドラゴンフライズ
  - (改組中)
- 佐賀バルーナーズ
  - BALVENUS
- 長崎ヴェルカ
  - ヴェルチア[5]
- 琉球ゴールデンキングス
  - キングスダンサーズ

## B2リーグ

### 東地区
- 青森ワッツ
  - ブルーリングス
- 岩手ビッグブルズ
  - Red Charm
- パスラボ山形ワイヴァンズ
  - ワイヴァンズチアリーダー
- 福島ファイヤーボンズ
  - レイグリッターズ
- 横浜エクセレンス
  - Elegance
- 福井ブローウィンズ
  - ブローウィン ダンサーズ[6]
- 信州ブレイブウォリアーズ
  - Jaspers

### 西地区
- ベルテックス静岡
  - ベルーナ
- 神戸ストークス
  - ストークスチアリーダーズ
- バンビシャス奈良
  - バンビーナス
- 愛媛オレンジバイキングス
  - SEIRENES
- ライジングゼファー福岡
  - RsunZ
- 熊本ヴォルターズ
  - VG [7]
- 鹿児島レブナイズ
  - REIBES[8]

## B3リーグ
- さいたまブロンコス
  - WILD GIRLS[9]
- 東京ユナイテッドバスケットボールクラブ
  - UNITEDANCERS
- しながわシティバスケットボールクラブ
  - SEAGULLS[10]
- アースフレンズ東京Z
  - Zgirls[11]
- 立川ダイス
  - Fairy DICE[12]
- 東京八王子ビートレインズ
  - Raily's
- 湘南ユナイテッドBC
  - 湘南ユナイテッドBCチアリーダーズ[13]
- 新潟アルビレックスBB
  - アルビレックスチアリーダーズ
- 金沢武士団
  - 金沢武士団チアリーダー
- 岐阜スゥープス
  - GIFU SWOOPS チアリーダーズ[14]
- ヴィアティン三重
  - ヴィアテン三重チアリーダーズ
- トライフープ岡山
  - HOOPSTARS[15]
- 山口パッツファイブ
  - Bloom[16]
- 徳島ガンバロウズ
  - なし
- 香川ファイブアローズ
  - United Archers

## 歴代ベストパフォーマンス賞
B.LEAGUE AWARD SHOWにおいて、2021-22シーズンからベストパフォーマンス賞が設けられている。
| シーズン | 受賞                   |
| -------- | ---------------------- |
| 2021-22  | STAR JETS              |
| 2022-23  | アルバルクチアリーダー |
| 2023-24  | レイクスチアリーダーズ |
| 2024-25  | サンダーガールズ       |

## bjリーグ ベストパフォーマー賞
bjリーグアワードにおいて、2007-08シーズンから最終シーズン(2015-16)までベストパフォーマー賞が設けられていた。
| シーズン | 優勝                                       | 準優勝                 |
| -------- | ------------------------------------------ | ---------------------- |
| 2007-08  | ブロンコスチアリーダーズ & PONYS GREEN     | bt                     |
| 2008-09  | G.O.W                                      | レイクスチアリーダーズ |
| 2009-10  | はんなりん                                 |                        |
| 2010-11  | -                                          |                        |
| 2011-12  | -                                          |                        |
| 2012-13  | EAST B-ROSE WEST レイクスチアリーダーズ    |                        |
| 2013-14  | EAST 89ERSチアーズ WEST ファイヤーガールズ |                        |
| 2014-15  | EAST アルビレックスチアリーダーズ WEST RFC |                        |
| 2015-16  | EAST ブルーリングス WEST 舞姫団            |                        |